# Giovanna Koch
Giovanna Koch (Roma, 1949) è una sceneggiatrice e conduttrice radiofonica italiana.

## Carriera
Si avvicina al mondo della scrittura cinematografica frequentando i corsi tenuti dallo sceneggiatore Leo Benvenuti, debuttando al fianco di Luigi Magni nella scrittura della vita di Giuseppe Garibaldi nell'omonima serie televisiva.
Diviene negli anni successivi conduttrice radiofonica per la Rai, dedicandosi agli spazi di approfondimento letterario.

## Filmografia
- Il generale, miniserie televisiva (1987)
- Distretto di Polizia 4, serie TV (2003)
- Medicina generale, serie tv, (2006)
- Cose dell'altro mondo, regia di Francesco Patierno (2011)
- Il generale dei briganti, regia di Paolo Poeti (2012)
- Boris Giuliano - Un poliziotto a Palermo, regia di Ricky Tognazzi (2016)